# 救護業務軍指揮幕僚監部
救護業務軍指揮幕僚監部（きゅうごぎょうむぐんしきばくりょうかんぶ、ドイツ語：Führungsstab des Sanitätsdienstes、略称:FüSan）は、かつてドイツ連邦国防省の下で組織されていたドイツ連邦軍の五大指揮幕僚監部の一つで、救護業務軍における最高幕僚機関として同軍の管理責任を負っていた。

## 概要
連邦軍再編の一環として1957年に創設された看護・公衆衛生監部（衛生監部）（de:Inspektion des Sanitäts- und Gesundheitswesens）を母体に2002年5月6日に創設され、ノルトライン＝ヴェストファーレン州ボンに所在している。
救護業務軍指揮幕僚監部は救護業務軍総監が最高幹部を務める。最高幹部たる総監には陸・空および海軍いずれかの軍医中将が充てられ連邦国防大臣を補佐する。副総監にも陸・空軍および海軍のいずれかの医療・衛生関係の中将もしくは少将の階級が充てられている。全軍指揮幕僚監部と連邦軍総監の下で連邦軍全体の医療・衛生業務に寄与すべく救護業務軍の各種活動を統制する。
総監部は連邦軍における医療・衛生業務の最高幕僚機関として機能し、総監部の幕僚は人員・資器材を準備し連邦軍やドイツ国民および保護下におかれる外国人等に対して医療・衛生業務を提供する。これを実現するため総監部の直下には以下のように2つの組織が置かれる。
- 救護指揮司令部
- 連邦軍衛生局

## 内部組織
救護業務軍指揮幕僚監部は2つの幕僚部と11の課および総監直轄の人事・中枢業務課ほかで構成される。
- 総監および総監部
  - 人事・中枢業務課（Fü San Pers/Z、軍隊当局業務・中枢業務および管理範囲）
  - 法務顧問
- 第1衛生幕僚部（Fü San I、公衆衛生）
  - 第1課（Fü San I 1、一般的軍事医療業務など）
  - 第2課（Fü San I 2、無償軍事医療供給など）
  - 第3課（Fü San I 3、歯科業務・電子情報通信技術など）
  - 第4課（Fü San I 4、獣医業務・動物疫病戦および動物保護）
  - 第5課（Fü San I 5、防衛薬学原則業務・食品科学および衛生資器材管理）

- 第2衛生幕僚部（Fü San II、衛生組織）
  - 第1課（Fü San II 1、医療概念・計画・指揮および医療業務の運用）
  - 第2課（Fü San II 2、医療業務組織）
  - 第3課（Fü San II 3、医療に関わる業務原則・人選）
  - 第4課（Fü San II 4、概念教育の計画・継続教育）
  - 第5課（Fü San II 5、計画・開発・調達・導入および衛生資器材の運用）
  - 第6課（Fü San II 6、予算・財務計画）

総監についてはドイツ連邦軍救護業務軍総監を参照。